# Lágrimas de Sangre
Lágrimas de Sangre (LDS) es una banda de rap combativo formada en Masnou y Barcelona en 2006. Actualmente, el grupo está formado por Neidos, Still Ill y Microbio en el micrófono, Acid Lemon como DJ y productor y Ramón Anglada a la guitarra. Su estilo bebe del rap, el hip-hop, el rock y el reggae.

## Componentes
- Neidos: Micrófono / productor
- Still Ill: Micrófono
- Microbio: Micrófono
- Acid Lemon: DJ/Productor

- Rama Lama: Guitarra
- Richie Hammond: Guitarra, bajo y teclado.

## Historia
La banda inicial estaba compuesta por Neidos, Microbio, Kaiz y Enigmah. El grupo empezó sus espectáculos en 2007, como teloneros de Dani Ro en la gira "Veracruz en Tour". Presentaban una promoción de 6 temas titulada "Coincidencia".
En agosto de 2008, el grupo se disolvió después de haber presentado su segundo trabajo corto titulado "Dos punto cero".
En 2010, la banda vuelve a unirse en el momento en el que Still ill presenta su primer trabajo e invita a Neidos y Microbio a unirse en concierto, en colaboración con el grupo Herbasius. Así es como nace por primera vez el nombre de "Lágrimas de Sangre", con sus integrantes Still IIl, Neidos y Microbio.
En mayo de 2011, la banda prepara un trabajo con sus 3 temas más reivindicativos titulado "15-LDS", incluidos en álbum inconcluso que llevaban preparando desde 2009 "La Real Música Explícita"(RME), como muestra de apoyo al movimiento 15-M. Esta iniciativa sería publicada posteriormente en diciembre del mismo año, como primer álbum de la banda. Este proyecto recibe muy buenas críticas, consigue llegar a las 330.000 descargas en Internet, y supera el millón de visitas en Youtube con su tema integrado "Cuando sale el sol". Estos hechos llevan asociada la unión de Only Guan al trío, como DJ y guitarrista de la banda.
En 2012 el grupo presenta un nuevo trabajo corto, "Derechos y Derechas", mientras siguen haciendo conciertos. En septiembre de 2013, Only Guan deja el grupo, y la banda se toma un descanso para preparar su siguiente LP (así como otros proyectos en solitario).
En diciembre de 2013 se une a LDS el productor Acid Lemon y presenta junto con Microbio el nuevo tema "En la herida".
En el año 2014 presentan "Movidas y Delirios"; el segundo trabajo de Still Ill, con la producción de UnderResistanz.
2015 es el año que LDS vuelve con un nuevo disco de rap combativo y de respuesta llamado "Si uno no se rinde". El primer single del disco, "Voy a celebrarlo", consigue las 100.000 visualizaciones en YouTube en solo dos meses. Además, la banda incorpora a Ramón Anglada (RLDD) como guitarrista y a Johnny Thunder como técnico de sonido en directo.
"Si uno no se rinde" es presentado en directo junto a la banda de las Gavarres EAM, con quién LDS ha colaborado en la canción "Sociedad de control" de su nuevo disco "Hartos" y con los cuales hicieron una gira en "Sociedad de control Tour", su gira con este disco dura un año y medio, durante el cual se han movido por toda la geografía catalana y vasca, y por ciudades españolas tales como Zaragoza o Madrid.
Después de casi 90 conciertos LDS cierra la gira de “Si uno no se rinde” que durante un año y medio les llevó por toda la geografía catalana y vasca.
En noviembre de 2016 LDS vuelve a la carga con “Viridarquia” (New Beats/Kasba), un álbum compuesto por quince nuevas canciones con una producción mucho más acarada, con una presentación de lujo y con colaboraciones de miembros de los grupos Glaukoma, Zoo, así como de Chalart58 o la cantautora Silvia Tomás. 
“Viridarquia” entró con mucha fuerza con una arrolladora gira de salas por toda la península con 17 sold outs y con casi 10.000 personas repartidas en 22 fechas.
Lágrimas de Sangre sin duda fue la sorpresa de 2017, quienes después de una exitosa gira de salas con unos números dignos de un cabeza de cartel LDS arrasaron el festival Viña Rock, pese a ser los encargados de abrir el escenario Viñagrow del sábado. Fueron uno de los grupos con más poder de convocatoria de todo el festival, junto a cabezas de cartel como Kase.O, Txarango y La Pegatina. Miles y miles de jóvenes se amontonaron para disfrutar de la actuación de LDS, quien consiguió agachar a las más de 10.000 personas presentes con “La gente”, uno de los sencillos de su álbum “Viridarquia”.
Viñarock fue solo el primero de muchos festivales en los que LDS demostró porque son una de las bandas con más poder de convocatoria actualmente.
LDS abrió el 2018 con una agenda cargada de conciertos convirtiéndose en uno de los grupos más solicitados en el circuito de festivales con otro exitoso año, mientras se ponen a grabar lo que será su tercer disco profesional.

El 2019 entra con fuerza con la salida en febrero de su tercer disco “Vértigo”. El disco se compone de 17 cortes, nacidos de la necesidad expresiva que caracteriza la banda, pero que se agudiza en esta entrega, donde nos cuentan lo que significa, para un grupo de amigos que se divertían haciendo música, pertenecer a día de hoy al mundo del espectáculo, con sus pros y sus contras, desde el reconocimiento artístico hasta las consecuencias negativas que acarrea convertirse en personaje público.
El sábado 23 de marzo hicieron la presentación de "Vértigo" en el Sant Jordi Club de Barcelona, después de tener sold outs en salas como las conocidas 'Apolo' y 'Razzmatazz'.

## Discografía
- 2007: Coincidencia
- 2008: Dos punto cero
- 2011: La real música explícita
- 2012: 15-LDS
- 2013: Derechos y derechas
- 2013: En la herida
- 2014: Movidas y delirios
- 2015: Si uno no se rinde
- 2016: Viridarquía
- 2019: Vértigo
- 2022: Armónico Desorden[1]